# Paradoxecia
Paradoxecia é um gênero de traça pertencente à família Brachodidae.